# سنت-مادلن-دو-لا-ریوییر-مادلین، کبک
سنت-مادلن-دو-لا-ریوییر-مادلین (به فرانسوی: Sainte-Madeleine-de-la-Rivière-Madeleine) شهری در منطقه شهری لا اوت-کاسپزی ناحیه گاسپزی-ایل-دو-لا-مادلن در استان کبک کانادا است. در سرشماری سال ۲۰۱۱ این شهر ۳۷۷ نفر جمعیت داشته‌است و مساحت آن ۲۶۹٫۳۵ کیلومتر مربع است.